# Team Deutsche Telekom/1993
Deze pagina geeft een overzicht van de wielerploeg Team Deutsche Telekom in 1993.

## Algemeen
Sponsors: Deutsche Telekom (Telefonieaanbieder)
Algemeen manager: Eddy Vandenhecke
Ploegleiders: Walter Godefroot, Jules De Wever, Frans Van Looy
Fietsen: Edyy Merckx

## Renners
| Naam              | Geboortedatum | Nationaliteit | Ploeg 1992          |
| ----------------- | ------------- | ------------- | ------------------- |
| Rolf Aldag        | 25-08-1968    | Duitsland     | Helvetia            |
| Uwe Ampler        | 11-08-1964    | Duitsland     |                     |
| Gerd Audehm       | 14-08-1968    | Duitsland     | Neoprof             |
| Udo Bölts         | 10-08-1966    | Duitsland     |                     |
| Etienne De Wilde  | 25-03-1958    | België        | Histor-Sigma        |
| Bert Dietz        | 02-09-1969    | Duitsland     | Stagiair            |
| Bernd Gröne       | 19-02-1963    | Duitsland     |                     |
| Jacques Hanegraaf | 14-12-1960    | Nederland     | Panasonic-Sportlife |
| Christian Henn    | 11-03-1964    | Duitsland     |                     |
| Jens Heppner      | 23-12-1964    | Duitsland     |                     |
| Brian Holm        | 02-10-1962    | Denemarken    | Tulip Computers     |
| Dominik Krieger   | 25-06-1968    | Duitsland     | Helvetia            |
| Mario Kummer      | 06-04-1962    | Duitsland     | PDM-Concorde        |
| Olaf Ludwig       | 13-04-1960    | Duitsland     | Panasonic-Sportlife |
| Uwe Raab          | 26-07-1962    | Duitsland     | PDM-Concorde        |
| Sven Teutenberg   | 18-08-1972    | Duitsland     | Stagiair            |
| Marc van Orsouw   | 12-04-1964    | Nederland     | Panasonic-Sportlife |
| Jürgen Werner     | 20-07-1970    | Duitsland     | Stagiair            |
| Steffen Wesemann  | 11-03-1971    | Duitsland     | Neoprof             |
| Erik Zabel        | 07-07-1970    | Duitsland     | Union Fröndenberg   |

## Belangrijke overwinningen
Zesdaagse van Antwerpen
Winnaar: Etienne De Wilde
Ronde van de Middellandse Zee
5e etappe: Olaf Ludwig
Ronde van Bern
Winnaar: Erik Zabel
Ronde van Romandië
4e etappe, deel A: Rolf Aldag
Hofbrau Cup
3e etappe: Olaf Ludwig
Zesdaagse van Stuttgart
Winnaar: Etienne De Wilde
Ronde van Frankrijk
13e etappe: Olaf Ludwig
NK wielrennen
Duitsland (weg): Bert Dietz (Amateurs)
Duitsland (weg): Bernd Gröne (Elite)
Ronde van Nedersaksen
Eindklassement: Bert Dietz
Ronde van Rijnland-Palts
Eindklassement: Bert Dietz
WK baanwielrennen
Puntenkoers: Etienne De Wilde
1989 · 1990 · 1991 · 1992 · 1993 · 1994 · 1995 · 1996 · 1997 · 1998 · 1999 · 2000 · 2001 · 2002 · 2003 · 2004 · 2005 · 2006 · 2007 · 2008 · 2009 · 2010 · 2011